# Albert Axelrod
Albert „Albie” Axelrod (Bronx, 1921. február 12. – Bronx, 2004. február 24.) olimpiai bronzérmes amerikai tőrvívó.